# 塞罗-德拉斯梅萨斯遗址
塞罗-德-拉斯-梅萨斯（西班牙語：Cerro de las Mesas，意为“圣餐台之山”）是位于墨西哥东部韦拉克鲁斯州的一处考古遗址。从公元前600年到公元900年间一直是该地区的一个文化中心。位于该州首府韦拉克鲁斯以南50公里处，它是古代奥尔梅克文化的西缘。当奥尔梅克文化衰落后，它成为了爱比奥尔梅克文化的中心之一，在公元三世纪后更成为了古韦拉克鲁斯文化的一个中心。
这个遗址包括一个人工湖，上百成组的人造土墩。这些土墩很有可能是公元前400到前300年爱比奥尔梅克文化的遗存。考古发现，正是在这一时期出现了特奥蒂华坎文化的影响。这里有较多纪念石柱，其中一些上面刻有爱比奥尔梅克文字。